# 743년

## 연호
- 당(唐) 천보(天寶) 2년
- 일본(日本) 덴표(天平) 15년

## 기년
- 당(唐) 현종(玄宗) 32년
- 신라(新羅) 경덕왕(景德王) 2년
- 발해(渤海) 문왕(文王) 7년